# Championnat du monde de vitesse moto 1954
Navigation
Édition précédente Édition suivante
Le Championnat du monde de vitesse moto 1954 est la sixième saison de vitesse moto organisée par la FIM.

Ce championnat comporte neuf courses de Grand Prix, toutes courues en Europe, pour quatre catégories : 500 cm3, 350 cm3, 250 cm3 et 125 cm3.

## Attribution des points
Les points du championnat sont attribués aux six premiers de chaque course :
- Premier : 8 points
- Second : 6 points
- Troisième : 4 points
- Quatrième : 3 points
- Cinquième : 2 points
- Sixième : 1 point

## Grands Prix
| N° | Course                            | Lieu       | Vainqueur 125 cm³ | Vainqueur 250 cm³ | Vainqueur 350 cm³ | Vainqueur 500 cm³ | Résultat |
| -- | --------------------------------- | ---------- | ----------------- | ----------------- | ----------------- | ----------------- | -------- |
| 1  | Grand Prix de France              | Reims      |                   | Werner Haas       | Pierre Monneret   | Pierre Monneret   | Résultat |
| 2  | Tourist Trophy                    | Île de Man | Rupert Hollaus    | Werner Haas       | Rod Coleman       | Ray Amm           | Résultat |
| 3  | Grand Prix d'Ulster               | Dundrod    | Rupert Hollaus    | Werner Haas       | Ray Amm           | Ray Amm           | Résultat |
| 4  | Grand Prix de Belgique            | Spa        |                   |                   | Ken Kavanagh      | Geoff Duke        | Résultat |
| 5  | Grand Prix des Pays-Bas           | Assen      | Rupert Hollaus    | Werner Haas       | Fergus Anderson   | Geoff Duke        | Résultat |
| 6  | Grand Prix d'Allemagne de l'Ouest | Solitude   | Rupert Hollaus    | Werner Haas       | Ray Amm           | Geoff Duke        | Résultat |
| 7  | Grand Prix de Suisse              | Bremgarten |                   | Rupert Hollaus    | Fergus Anderson   | Geoff Duke        | Résultat |
| 8  | Grand Prix des Nations            | Monza      | Guido Sala        | Arthur Wheeler    | Fergus Anderson   | Geoff Duke        | Résultat |
| 9  | Grand Prix d'Espagne              | Montjuïc   | Tarquinio Provini |                   | Fergus Anderson   | Dickie Dale       | Résultat |

## Résultats de la saison

### Championnat 1954 catégorie 500 cm³
| Clas. | Pilote           | Pays             | Constructeur | Points | Victoires |
| ----- | ---------------- | ---------------- | ------------ | ------ | --------- |
| 1     | Geoff Duke       | Royaume-Uni      | Gilera       | 40     | 5         |
| 2     | Ray Amm          | Rhodésie         | Norton       | 20     | 1         |
| 3     | Ken Kavanagh     | Australie        | Moto Guzzi   | 16     | 0         |
| 4     | Dickie Dale      | Royaume-Uni      | MV Agusta    | 13     | 1         |
| 5     | Reg Armstrong    | Royaume-Uni      | Gilera       | 13     | 0         |
| 6     | Pierre Monneret  | France           | Gilera       | 8      | 1         |
| 7     | Fergus Anderson  | Royaume-Uni      | Moto Guzzi   | 8      | 0         |
| =     | Carlos Bandirola | Italie           | MV Agusta    | 8      | 0         |
| =     | Jack Brett       | Royaume-Uni      | Norton       | 8      | 0         |
| 10    | Umberto Masetti  | Italie           | Gilera       | 6      | 0         |
| =     | Alfredo Milani   | Italie           | Gilera       | 6      | 0         |
| 12    | Rod Coleman      | Nouvelle-Zélande | AJS          | 5      | 0         |
| 13    | Nello Pagani     | Italie           | MV Agusta    | 4      | 0         |
| =     | Jacques Collot   | France           | Norton       | 4      | 0         |
| =     | Léon Martin      | Belgique         | Gilera       | 4      | 0         |
| 16    | Bob McIntyre     | Royaume-Uni      | AJS          | 4      | 0         |
| 17    | Tommy Wood       | Royaume-Uni      | Norton       | 3      | 0         |
| =     | Luigi Taveri     | Suisse           | Norton       | 3      | 0         |
| 19    | Rudy Allison     | Afrique du Sud   | Norton       | 2      | 0         |
| =     | Keith Campbell   | Australie        | Norton       | 2      | 0         |
| =     | Auguste Goffin   | Belgique         | Norton       | 2      | 0         |
| =     | Bob Matthews     | Royaume-Uni      | Norton       | 2      | 0         |
| 23    | Harold Clark     | Royaume-Uni      | Norton       | 1      | 0         |
| =     | Peter Murphy     | Nouvelle-Zélande | Matchless    | 1      | 0         |
| =     | Derek Farrant    | Royaume-Uni      | AJS          | 1      | 0         |
| =     | Cyril Julian     | Royaume-Uni      | Norton       | 1      | 0         |
| =     | Gordon Laing     | Australie        | Norton       | 1      | 0         |

### Championnat 1954 catégorie 350 cm³
| Clas. | Pilote            | Pays             | Constructeur | Points | Victoires |
| ----- | ----------------- | ---------------- | ------------ | ------ | --------- |
| 1     | Fergus Anderson   | Royaume-Uni      | Moto Guzzi   | 38     | 4         |
| 2     | Ray Amm           | Rhodésie         | Norton       | 22     | 2         |
| 3     | Rod Coleman       | Nouvelle-Zélande | AJS          | 20     | 1         |
| 4     | Ken Kavanagh      | Australie        | Moto Guzzi   | 18     | 1         |
| 5     | Enrico Lorenzetti | Italie           | Moto Guzzi   | 15     | 0         |
| 6     | Jack Brett        | Royaume-Uni      | Norton       | 14     | 0         |
| 7     | Duilio Agostini   | Italie           | Moto Guzzi   | 9      | 0         |
| 8     | Bob McIntyre      | Royaume-Uni      | AJS          | 9      | 0         |
| 9     | Leo Simpson       | Nouvelle-Zélande | AJS          | 9      | 0         |
| 10    | Pierre Monneret   | France           | AJS          | 8      | 1         |
| 11    | Auguste Goffin    | Belgique         | Norton       | 7      | 0         |
| 12    | Derek Farrant     | Royaume-Uni      | AJS          | 6      | 0         |
| 13    | Bob Matthews      | Royaume-Uni      | Velocette    | 6      | 0         |
| 14    | Johnny Grace      | Gibraltar        | Norton       | 4      | 0         |
| =     | Sigfried Wünsche  | Allemagne        | DKW          | 4      | 0         |
| =     | Bob Keeler        | Royaume-Uni      | Norton       | 4      | 0         |
| 17    | Georg Braun       | Allemagne        | NSU          | 4      | 0         |
| =     | Maurice Quincey   | Australie        | Norton       | 4      | 0         |
| 19    | Jacques Collot    | France           | Norton       | 3      | 0         |
| =     | Gordon Laing      | Australie        | Norton       | 3      | 0         |
| 21    | Karl Hoffmann     | Allemagne        | DKW          | 2      | 0         |
| =     | Peter Davey       | Royaume-Uni      | Norton       | 2      | 0         |
| =     | Barry Stormont    | Nouvelle-Zélande | BSA          | 2      | 0         |
| 24    | Alano Montanari   | Italie           | Moto Guzzi   | 1      | 0         |
| =     | John Clark        | Royaume-Uni      | AJS          | 1      | 0         |
| =     | Firmin Dauwe      | Belgique         | Norton       | 1      | 0         |

### Championnat 1954 catégorie 250 cm³
| Clas. | Pilote              | Pays        | Constructeur | Points | Victoires |
| ----- | ------------------- | ----------- | ------------ | ------ | --------- |
| 1     | Werner Haas         | Allemagne   | NSU          | 32     | 5         |
| 2     | Rupert Hollaus      | Autriche    | NSU          | 26     | 1         |
| 3     | Hermann Paul Müller | Allemagne   | NSU          | 17     | 0         |
| 4     | Arthur Wheeler      | Royaume-Uni | Moto Guzzi   | 15     | 1         |
| 5     | Hans Baltisberger   | Allemagne   | NSU          | 14     | 0         |
| 6     | Georg Braun         | Allemagne   | NSU          | 6      | 0         |
| =     | Romolo Ferri        | Italie      | Moto Guzzi   | 6      | 0         |
| 8     | Roberto Colombo     | Italie      | Moto Guzzi   | 5      | 0         |
| 9     | Reg Armstrong       | Royaume-Uni | NSU          | 4      | 0         |
| =     | Helmut Hallmeier    | Allemagne   | Adler        | 4      | 0         |
| =     | Kurt Knopf          | Allemagne   | NSU          | 4      | 0         |
| 12    | Tommy Wood          | Royaume-Uni | Moto Guzzi   | 4      | 0         |
| 13    | Ken Kavanagh        | Australie   | Moto Guzzi   | 3      | 0         |
| =     | Luigi Taveri        | Suisse      | Moto Guzzi   | 3      | 0         |
| 15    | Fergus Anderson     | Royaume-Uni | Moto Guzzi   | 2      | 0         |
| =     | Walter Reichert     | Allemagne   | NSU          | 2      | 0         |
| =     | John Horne          | Royaume-Uni | Rudge        | 2      | 0         |
| 18    | Walter Vogel        | Allemagne   | Adler        | 2      | 0         |
| 19    | Lanfranco Baviera   | Italie      | Moto Guzzi   | 1      | 0         |
| =     | Bob Geeson          | Royaume-Uni | REG          | 1      | 0         |
| =     | Angelo Marelli      | Italie      | Moto Guzzi   | 1      | 0         |

### Championnat 1954 catégorie 125 cm³
| Clas. | Pilote                | Pays        | Constructeur | Points | Victoires |
| ----- | --------------------- | ----------- | ------------ | ------ | --------- |
| 1     | Rupert Hollaus        | Autriche    | NSU          | 32     | 4         |
| 2     | Carlo Ubbiali         | Italie      | MV Agusta    | 18     | 0         |
| 3     | Hermann Paul Müller   | Allemagne   | NSU          | 15     | 0         |
| 4     | Tarquinio Provini     | Italie      | Mondial      | 14     | 1         |
| 5     | Werner Haas           | Allemagne   | NSU          | 11     | 0         |
| 6     | Hans Baltisberger     | Allemagne   | NSU          | 10     | 0         |
| 7     | Guido Sala            | Italie      | MV Agusta    | 8      | 1         |
| 8     | Cecil Sandford        | Royaume-Uni | MV Agusta    | 8      | 0         |
| 9     | Roberto Colombo       | Italie      | MV Agusta    | 6      | 0         |
| 10    | José Antonio Elizalde | Espagne     | Montesa      | 4      | 0         |
| 11    | Juan Bertrand         | Espagne     | Montesa      | 3      | 0         |
| =     | Massimo Genevini      | Italie      | MV Agusta    | 3      | 0         |
| 13    | Franco Bertoni        | Italie      | MV Agusta    | 2      | 0         |
| =     | Arturo Paragues       | Espagne     | Lube         | 2      | 0         |
| =     | Ivor Lloyd            | Royaume-Uni | MV Agusta    | 2      | 0         |
| 16    | Karl Lottes           | Allemagne   | MV Agusta    | 2      | 0         |
| 17    | Angelo Copeta         | Italie      | MV Agusta    | 1      | 0         |
| =     | Gabriel Corsin        | Espagne     | MV Agusta    | 1      | 0         |
| =     | Brian Purslow         | Royaume-Uni | MV Agusta    | 1      | 0         |
| =     | Willi Scheidhauer     | Allemagne   | MV Agusta    | 1      | 0         |